# バーミヤン渓谷の文化的景観と古代遺跡群

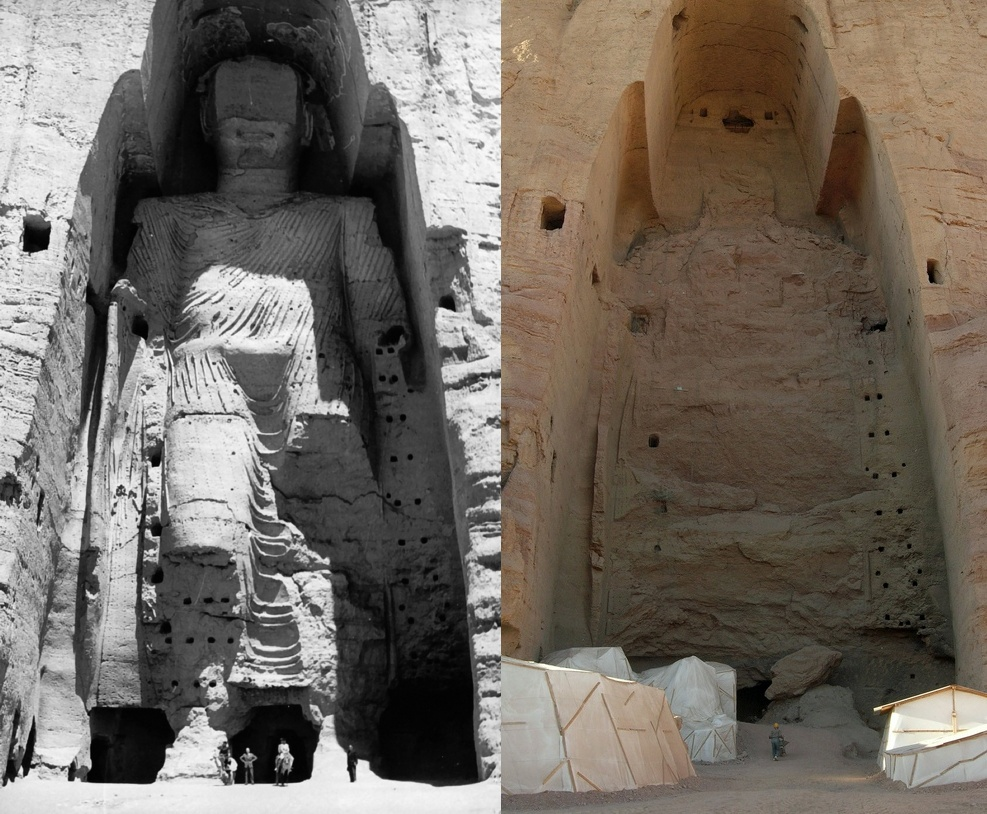
破壊前後の石仏

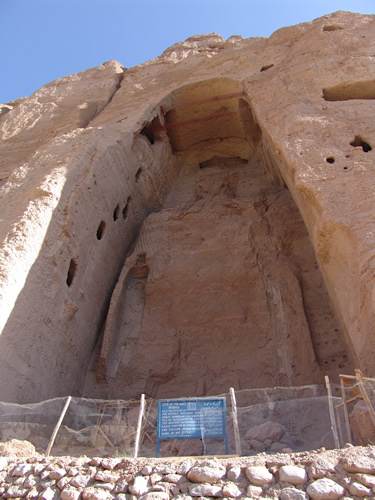
破壊後の石仏

バーミヤン渓谷の文化的景観と古代遺跡群（バーミヤンけいこくのぶんかてきけいかんとこだいいせきぐん）は、アフガニスタンの首都カーブルの北西230kmの山岳地帯に位置するバーミヤン渓谷（バーミヤーン渓谷）に設定されたユネスコの世界文化遺産（危機遺産指定中）。

## 歴史
バーミヤン渓谷は古代以来の都市であるバーミヤーン（バーミヤン）の町を中心とするヒンドゥークシュ山脈山中の渓谷地帯で、標高2800mほどの高地に位置する。
古代から存続する都市バーミヤーンの近郊には、1世紀からバクトリアによって石窟仏教寺院が開削され始めた。石窟の数は1000以上にものぼり、グレコ・バクトリア様式の流れを汲む仏教美術の優れた遺産である。
5世紀から6世紀頃には高さ55m（西大仏）と38m（東大仏）の2体の大仏をはじめとする多くの巨大な仏像が彫られ、石窟内にはグプタ朝のインド美術やサーサーン朝のペルシア美術の影響を受けた壁画が描かれた。バーミヤーンの仏教文化は繁栄をきわめ、630年に唐の仏僧玄奘がこの地を訪れたときにも依然として大仏は美しく装飾されて金色に光り輝き、僧院には数千人の僧が居住していたという。
8世紀からイスラム勢力の侵略を受け、871年にはサッファール朝のヤアクーブ・イブン・アル＝ライスが多くの仏像を持ち去った。
その後、13世紀初めまで、サーマーン朝、ガズナ朝、ゴール朝の各イスラム王朝支配下となる 。
1221年に、チンギス・ハーンのモンゴル軍の侵攻によって破壊され、その後海側の通商ルートが開けると、要衝としての重要性も失って荒廃した
。
19世紀以降、アフガニスタンが国際社会に組み込まれ、西洋人や日本人が山岳地帯の奥深くまで探検に訪れるようになると、バーミヤーン遺跡は大仏を始め多くの仏教美術が残されていたことから俄然注目を集めることとなった。20世紀には多くの学術調査が実施されてその価値は高く評価され、一躍アフガニスタンの誇る世界的な文化遺産とみなされるに至る。
しかし、1979年のソビエト連邦のアフガニスタン侵攻以来アフガニスタンで続いてきたアフガン紛争によって大きな被害を受けた。2001年には当時のアフガニスタンを支配していたターリバーン政権の手により爆破され、遺跡は壊滅的な被害を受けた。紛争終結後の調査により、一連の混乱と破壊により大仏のみならず、石窟の壁面に描かれた仏教画のおよそ8割が失われたと報告されている。
日本では当時ユネスコ親善大使だった平山郁夫はこれに抗議して危機に瀕する文化財を文化財難民として保護することを提案し、流出文化財保護日本委員会を創設した。
2002年以来、日本が181万ドルを拠出する仏龕の修復事業をはじめ、国際支援による修復が進められている。
2015年6月15日には中国の研究チームが3Dでの大仏の復元を行った。
2021年8月、ターリバーンがアフガニスタン全土を再び制圧、バーミヤンの古代遺跡も再びターリバーンの管理下に置かれた。

## ターリバーンによる破壊
1979年のソビエト連邦によるアフガニスタン侵攻以後は、アフガニスタンへの外国人の立ち入りは難しくなり、外国の学術機関による調査および保存事業は中断した。1980年代以降に発生した内戦においてバーミヤーン市はハザーラ人勢力の拠点となり、90年代には内戦の激化にともない遺跡の周囲にも多くの地雷が埋設されるなど状況は悪化し遺跡の破壊が憂慮されていた。
バーミヤーンはターリバーンによって1998年に占領された。ターリバーン政権がアフガニスタンの大部分を平定したことにより内戦の終結が期待されたが、その一方でターリバーンはイスラム教の戒律の下にパシュトゥーン人の古い慣習を国民に強制し人権侵害との非難を受け、アメリカ合衆国に対する国際テロの指導者とみなされていたウサーマ・ビン・ラーディンを庇護するなど国際社会において孤立しつつあった。
2001年2月26日にターリバーンはイスラムの偶像崇拝禁止の規定に反しているとしてバーミヤンの大仏（磨崖仏）を破壊すると宣言した。この声明に対して世界中の政府及び国際機関に加え、諸外国のイスラム指導者たちからも批判が寄せられた。国際連合総会は、全会一致で破壊を中止する決議A/RES/55/243を採択した。
ターリバーンの高官だったアブドゥル・サラム・ザイーフによると、中国、スリランカ、日本の代表団が破壊の中止を求めて訪れており、特に日本国政府は積極的かつ具体的で大仏の国外への移転や視認できないように隠すことを提案していたとされる。しかしターリバーンはこれら国際社会や他のイスラム世界からの批判を無視し、3月2日に2体の大仏の破壊を始めた。
破壊の様子が映像で撮影されており、撮影者もしくは他の人物が「アッラーフ・アクバル」と唱えている中で爆破される大仏の映像は、世界中に配信された。
2012年5月16日、ターリバーン政権勧善懲悪省のカラムディン元長官は単独で記者会見を行い、この破壊について「大仏破壊は正しい決断ではなかったと今だから言える」「当時の政権幹部は望んでいなかったが、外国から来た兵士たちが政権より力を持っており、彼らが決めた」と述べた。
ターリバーンの文化財保護に対する意識の欠如が強く批判される一方で、内戦中に多くの餓死者が出ていたアフガニスタンに対して国際社会が無関心であったことを批判する者もいる。イランの映画監督であるモフセン・マフマルバフの作品『アフガニスタンの仏像は破壊されたのではない恥辱のあまり崩れ落ちたのだ』においてマフマルバフは、100万人の餓死者よりも、一つの仏像の破壊が、世界に注目されたことへの苛立ちを表明している。
またターリバーンが強硬な姿勢をとった背景として、ムハンマド・オマルなどターリバーンの指導者に対して、庇護下にあったウサーマ・ビンラーディンの影響力が強まったことが原因であるとも指摘されている。

## 破壊後の保護活動
2002年9月、日本政府はアフガニスタン政府及びユネスコからの要請を受け、平山郁夫を座長とする「アフガニスタン等文化財国際協力会議」を設置し、バーミヤン遺跡を含むアフガニスタン及び周辺地域における文化財保存修復に関する国際的な協力を行うための総合的な対応の在り方について検討を始めた。
バーミヤンにおける保存・修復については、外務省が、ユネスコ文化遺産保存日本信託基金として181万5,967ドルを拠出。
これを受けてユネスコは、2002年10月に現状把握のための使節団を派遣し、その報告をもとに、日本・イタリア・ドイツが分担して保存修復を行うプロジェクトが立ち上げられた。
2004年からは、緊急を要する部分の修復作業とともに、保全のための調査が始まり、ドイツの調査チームが破壊後に瓦礫から発掘した木片や藁などを、放射性炭素年代測定法を用いて分析したところ、大仏の築造年は507年±12年、西大仏は551年±15年であるとの結果が得られ、名古屋大学年代測定総合センターの中村俊夫教授のもとでタンデトロン加速器質量分析計によって行われた試料分析では､バーミヤーン石窟群の広範囲にわたる編年としてAD.450年-850年という年代が提出された。
新しい仏塔や壁画などの発見もあり、世界文化遺産リスト登録以降、バーミヤン渓谷周辺の村の復興も進み、現地人員での警備も含めて保護体制が整いつつあった。日本政府は2017年までにユネスコに対し、7億円以上の文化遺産保護信託基金を拠出している
。
2016年4月には、東京芸術大学で「クローン文化財」技術を用いて復元された東大仏の天井壁画「天翔る太陽神」の展示が行われ、縮小版が2016年5月のG7伊勢志摩サミットにおいて披露された。

## 登録経緯
遺跡は「バーミヤン渓谷の建造物群」の名により文化遺産に推薦されたが戦争のため保存事業が進まず、1983年に審議延期が決定された。
2001年末にアメリカのアフガニスタン侵攻をきっかけにターリバーン政権が崩壊し、アフガニスタン内戦が一応の終結をみると、遺跡の修復と保全に対して世界的な支援の機運が高まった。まず2002年春に日本政府が70万ドルを拠出してユネスコ日本信託基金を設立し、ユネスコと共同で修復と保存に乗り出し、2003年には危機にさらされている世界遺産として世界遺産に登録された。

### 登録基準
この世界遺産は世界遺産登録基準のうち、以下の条件を満たし、登録された（以下の基準は世界遺産センター公表の登録基準からの翻訳、引用である）。
- 1983年の審議延期時に推薦されていた登録基準は(ii)(iv)の2点である。
- 2003年の登録時には以下のような理由である。
- (i) 人類の創造的天才の傑作を表現するもの。
- (ii) ある期間を通じて、または、ある文化圏において、建築、技術、記念碑的芸術、町並み計画、景観デザインの発展に関し、人類の価値の重要な交流を示すもの。
- (iii) 現存する、または、消滅した文化的伝統、または、文明の、唯一の、または少なくとも稀な証拠となるもの。
- (iv) 人類の歴史上重要な時代を例証する、ある形式の建造物、建築物群、技術の集積、または景観の顕著な例。
- (vi) 顕著な普遍的な意義を有する出来事、現存する伝統、思想、信仰、または、芸術的、文学的作品と、直接に、または、明白に関連するもの。

詳細は、バーミヤン渓谷の石仏と壁画は中央アジアにおけるガンダーラ仏教美術の傑作であること(i)、シルクロードの仏教センターであったバーミヤン渓谷の遺跡は美術的、建築的にガンダーラ文化を基礎としてインドとヘレニズム、ローマ、サーサーン朝イランの文化が融合し、さらに後世にはイスラムの影響が加わった文化が栄えたこと(ii)、中央アジアでは既に失われた仏教文化の遺跡であること(iii)、バーミヤン渓谷は仏教文化の繁栄した時代の様子を伝える優れた文化的景観をもつこと(iv)、バーミヤン渓谷は西方における仏教の記念碑的な存在であること(vi)である。

## 関連文献
- 前田耕作『アフガニスタンの仏教遺跡バーミヤン』晶文社、2002年。
- 『バーミヤーン遺跡  写真集』（前田耕作　文・越前隆　写真,　毎日新聞社,　2002年）
- 高木徹　『大仏破壊――バーミアン遺跡はなぜ破壊されたか』（文藝春秋, 2005年／文春文庫, 2007年）